# Julius Conrad Freund
Julius Conrad Freund (* 11. Juni 1801 in Uthlede/Weser; † 18. Juli 1877 in Berlin) war ein deutscher Maschinenbauer und Industrieller.

## Leben
Julius Conrad Freund wurde als fünfter Sohn des Schmiedemeisters und späteren Tierarztes Julius Conrad Freund (1753–1842) und dessen Ehefrau Cathrin Lisbet (1762–1821), Tochter des Schmieds Mehrten von Würden (1730–1802) in Uthlede an der unteren Weser geboren. Er hatte sechs Brüder und vier Schwestern.
Als sein Bruder Georg Christian 1815 in Berlin eine eigene Maschinenfabrik eröffnete, trat Freund bei ihm als Lehrling ein. Durch den frühen Tod seines Bruders übernahm der erst 18-jährige Freund 1819 die verantwortliche Leitung des jungen Betriebes. Mit Fleiß und Geschick entwickelte er seine technischen Fähigkeiten.
1835 heiratete er in Kopenhagen Julie Emilie von Würden (1812–1842), Tochter des Fabrikbesitzers Burchardt von Würden. Nach dem frühen Tod seiner Frau heiratete er 1849 in Berlin deren Schwester Charlotte Luise von Würden (1814–1877). Er hatte fünf Söhne aus erster Ehe und drei Töchter aus der zweiten Ehe.
Aus Anlass des 50-jährigen Geschäftsjubiläums im Jahre 1869 wurde Freund mit dem preußischen Kronenorden III. Klasse dekoriert. Nach der Umwandlung seiner Firma in eine Aktiengesellschaft im Jahre 1871 schied er aus der Leitung aus.
Freund wurde im Erbbegräbnis der Familie auf dem Dorotheenstädtischen Friedhof bestattet.